# Cognition (journal)
Cognition : International Journal of Cognitive Science est une revue scientifique bimestrielle  à comité de lecture couvrant les sciences cognitives. Il a été créé en 1972 et est publié par Elsevier.
Cognition est l’une des rares revues de psychologie du XXe siècle à s’être développée en dehors des États-Unis. La revue, fondée par Jacques Mehler et Thomas Bever en 1972, est d'abord publiée trimestriellement, puis tous les deux mois à partir de 1982, et enfin mensuellement depuis 1985.
Les travaux publiés dans Cognition sont "très cités" et sont représentatifs de la recherche de haut niveau en sciences cognitives. Une méta-analyse de 2005 a montré que la revue publie principalement des travaux en psychologie, avec une petite proportion de publications en linguistique et en neurosciences.